# مفتشية السكك الحديدية صاحبة الجلالة
يُعرف HMRI الحديث في مكتب الطرق والسكك الحديدية (ORR) بأنه «مفتش السكك الحديدية».
داخليا، معظم مفتشي HMRI هم جزء من مديرية سلامة السكك الحديدية (RSD) من ORR ، على الرغم من أن بعض مهندسي أداء وتخطيط السكك الحديدية (RPP) لديهم بعض السلطات المحدودة مثل أفراد HMRI المبرر.
يعكس دور HMRI وصلاحياتها إلى حد كبير HSE الذي يعتبر منظم السلامة في الصناعات الأخرى غير السكك الحديدية.
يتم اختيار أفراد HMRI من داخل الصناعة ومفتشي HSE ذوي الخبرة. بشكل عام، يعتبر الأفراد مهندسين محترفين أو متخصصين في مجال السلامة يتم خدمتهم بمرور الوقت.
تتمتع HMRI بصلاحيات لدخول سكة حديدية بموجب القسم 20 من قانون الصحة والسلامة لعام 1974. كما أنها تصدر تراخيص ورخص القيادة بموجب أنظمة السكك الحديدية وأنظمة النقل الموجه الأخرى (السلامة) لعام 2006 (ROGS).
ويصدر جميع المفتشين مذكرة من رئيس المفتشين بهذا المعنى. عادة ما يستخدم المفتش بطاقة سلامة المسار الشخصي (PTS) الصناعية. ومع ذلك، يحق للمفتشين، في ظروف معقولة، عدم القيام بذلك. [بحاجة لمصدر]
تعمل HMRI جنبًا إلى جنب مع ORR الأكبر وبالتالي يمكن استشارتها في الأمور التي تؤثر على كفاءة الصناعة.

## التاريخ
أول خمسين سنة تعديل
المنشأة
نشأ الجسد في عام 1840، نتيجة لقانون تنظيم السكك الحديدية لعام 1840 («قانون اللورد سيمور»)، عندما تم تعيين ضباط التفتيش للسكك الحديدية لأول مرة من قبل مجلس التجارة (BoT). [2]
كانت خطوط السكك الحديدية البريطانية في ذلك الوقت شركات خاصة. طلب قانون 1840 منهم إبلاغ مجلس النواب عن جميع الحوادث التي تسببت في إصابة شخصية: [3] كما أنه أعطى سلطات التفتيش لتفتيش أي سكك حديدية، ومن ثم تم استخدام المفتشية للتحقيق في الحوادث الخطيرة للسكك الحديدية والإبلاغ عنها إلى BoT.
فحص الخطوط الجديدة
تم تكليفهم بفحص الخطوط الجديدة والتعليق على مدى ملاءمتها لحمل حركة الركاب.
ومع ذلك، لم يكن لدى هيئة التفتيش سلطات لطلب التغييرات حتى أعطى قانون تنظيم السكك الحديدية لعام 1842 («قانون لتنظيم أفضل للسكك الحديدية ونقل القوات») سلطات BoT لتأخير فتح خطوط جديدة إذا كانت هيئة التفتيش معنية بشأن «عدم اكتمال الأشغال أو الطريقة الدائمة أو عدم كفاية المنشأة» لتشغيل الخط. [4]
تحطم التحقيق تحطم
كان تحقيقهم الأول هو تحطم قطار Howden في 7 أغسطس 1840، [2] الذي قتل خمسة ركاب (على الرغم من أن تقرير المفتش قال أن أربعة، ثلاثة ركاب قتلوا على الفور، مات اثنان متأثرين بجراحهم) [5] نتيجة انحراف القطار عن المسار بسبب سقوط صب كبير من عربة على قطار
تم تقديم تقارير المفتشية عن تحقيقاتهم في الحوادث إلى BoT وحده، ولكن تم نشرها في النهاية كجزء من تقرير BoT السنوي إلى البرلمان. تعديل الاختصاص حتى أواخر الستينيات من القرن الماضي، تم تعيين جميع ضباط التفتيش في HMRI من سلاح المهندسين الملكي. في السنوات الأولى من التفتيش، شكك النقاد في أهليتهم للفصل في هياكل الهندسة المدنية، وأحيانًا لسبب وجيه. ألغت إعادة تنظيم المفتشية في نوفمبر 1846 منصب المفتش العام، وأدت إلى مغادرة اللواء تشارلز بازلي، شاغل المنصب، وأحد مرؤوسيه. تعرض باسلي لانتقادات [7] بعد أن فشلت الجسور وأعمال الحفر لخط سكك حديد شمال بريطانيا من أدنبرة إلى بيرويك - التي وافق عليها باسلي في يونيو 1846 [8] - في تحمل الأمطار الغزيرة في سبتمبر 1846، مع تقديم تسعة عشر ميلًا من المسار غير قابل للاستخدام. [9] تم القيام بأعمال مؤقتة لاستعادة الخدمة، وافق عليها باسلي (شفهيًا)، [10] ولكن بعد ذلك ثبت أن بعض الأعمال الجديدة كانت خاطئة. [11] في عام 1849، لم يقبل مفتش السكة الحديد لينتورن سيمونز في البداية جسر جسر توركسي في مانشستر وشيفيلد ولينكولنشاير للسكك الحديدية عبر نهر ترينت لأنه كان غير راضٍ عن تصميمه الجديد (العارضة الأنبوبية) لجون فاولر. هذا القرار (وكذلك الفرضية الأساسية التي مفادها أن الجسر الذي صممه عضو معهد المهندسين المدنيين (ICE) الذي اجتاز جميع الاختبارات العملية يمكن أن يرفضه مفتش السكة الحديد لأنه غير مرتاح لتصميمه الجديد) انتقد من قبل ICE: "تمت مناقشة الموضوع في معهد المهندسين المدنيين، وكان كل مهندس بارز يرى أن المفتش الحكومي كان على خطأ بشكل
مهددة بدعوة إلى تحقيق برلماني في حال استمرار حجب الموافقة، أعادت هيئة التفتيش النظر في الجسر ووافقت عليه دون تعديل. [13] وبالتالي، تبنى مجلس النواب بالتالي (كما أوضح في الدفاع عن نفسه من الانتقاد بأن العيوب في جسر تاي كان ينبغي أن ينظر إليها ويتصرف فيها المفتش): «واجب ضابط التفتيش، حتى فيما يتعلق بالتصميم، هو أن نرى أن البناء ليس مثل تجاوز تلك القواعد والاحتياطات التي أثبتت الممارسة والخبرة أنها ضرورية للسلامة. إذا كان عليه أن يتجاوز ذلك، أو إذا كان سيجعل نفسه مسؤولًا عن كل رواية التصميم، وإذا كان سيحاول إدخال قواعد وممارسات جديدة لا تقبلها المهنة، فسيتم عزله من المهندس المدني، ويتحمل نفسه مسؤولية لم يلتزم بها البرلمان». [14] النقاد في النهاية من خمسينيات القرن التاسع عشر لاحظ أيضًا أنه خلال حرب القرم، تم بناء سكة حديد جراند القرم المركزية لتوجيه الإمدادات من بالاكلافا إلى خطوط الحصار البريطانية ليس من قبل المهندسين الملكيين، ولكن من خلال مجموعة من عقود السكك الحديدية المدنية ors. إذا اتجهت الحكومة إلى المدنيين كأفضل وسيلة لبناء سكك حديدية عسكرية، فليس من الشاذ أن تعتقد أن المهندسين العسكريين هم الأفضل استعدادًا لفحص خطوط السكك الحديدية الجديدة. [15] تمديد السلطات وإضفاء الطابع الرسمي عليها. تم توسيع سلطات المفتشية وإضفاء الطابع الرسمي عليها بواسطة السكك الحديدية قانون اللائحة 1871 («قانون لتعديل قانون احترام وتنظيم السكك الحديدية»). مددت الفقرة 4 سلطة التفتيش لمنح المفتشين سلطات واضحة للمطالبة بإنتاج الأشخاص والأوراق من قبل شركة يتم تفتيشها. وتعني الفقرة 5 أن الأعمال الجديدة على الخطوط الحالية تخضع لنفس نظام التفتيش مثل الخطوط الجديدة. يمكن أن يشكل مجلس النواب الآن محكمة تحقيق رسمية للتحقيق في حادث، مع أخذ الأدلة على القسم في جلسات الاستماع العامة. مطلوب الآن من المفتشين الذين يحققون في الحادث تقديم تقرير رسمي إلى BoT ، والذي أصبح الآن مخولًا بنشر التقارير (من المفتش أو من محكمة التحقيق) مباشرة. [16] تضمنت الاستفسارات العامة اللاحقة في ظل السلطات الجديدة تلك الموجودة في حادث تحطم قطار شيبتون أون شيرويل في عام 1874 (برئاسة مفتش وليام يولاند)، وفي كارثة تاي بريدج عام 1879. ومع ذلك، فإن الإجراء توقف عن العمل بعد فشل مجلس مكون من ثلاثة رجال (كان يولاند، الذي كان الآن كبير ضباط التفتيش، عضوًا) في تحقيق تاي بريدج للوصول إلى تقرير متفق عليه.
عصر الحديث تحرير كان كبير ضباط التفتيش من عام 1916 إلى عام 1929 هو العقيد جون والاس برينجل، المسؤول عن التحقيق في العديد من الحوادث. خلال فترة ولايته، عام 1919، أصبح المكتب جزءًا من وزارة النقل التي تم إنشاؤها حديثًا. [20] تقاعد آخر كبير مفتشين من ذوي الخبرة في الهندسة الملكية، الرائد روز، في عام 1988 وتم استبداله بمعين من إدارة الصحة والسلامة (HSE). [21] [الصفحة المطلوبة] منذ ذلك الحين، تم تجنيد ضباط التفتيش من HSE أو كموظفي السكك الحديدية منتصف الوظيفي من السكك الحديدية البريطانية السابقة. قائمة رؤساء الضباط المفتشين / صاحب السمو رئيس مفتش السكك الحديدية تحرير الجنرال السير جون مارك فريدريك سميث 1840-1841 اختفى منصب اللواء تشارلز باسلي 1840-1846 نتيجة لإعادة التنظيم في نوفمبر 1846: كان هناك مفتشان، ولم يتم تعيينهما كرئيس (ولا باسلي) [22] هنري واتلي تايلر 1870-1877 وليام يولاند 1877-1885 العقيد فريدريك هنري ريتش 1885-1889 اللواء تشارلز سكروب هاتشينسون 1892-1895 السير فرانسيس آرثر ماريندين 1895-1899 المقدم العقيد السير هوراشيو آرثر يورك 1900–1800 1913 بيلهام جورج فون دونوب 1913–1916 السير جون والاس برينجل 1916–1929 السير ألان هنري لورنس ماونت 1929-1942 جورج روبرت ستيوارت ويلسون 1949-1957 تشارلز أرداغ لانغلي 1958-1963 دينيس مكمولين 1963-1968 العقيد جون ريتشارد هيو روبرتسون 1969-1973 كولون إيان كينيث أرنولد ماكنتون 1974-1982 الرائد تشارلز فريدريك روز 1982-1988 روبن جيه سيمور 1988-1993 ستانلي إس جي روبرتسون 1993-1998 فيك كولمان 1998-2002 الدكتور ألان سيفتون رئيس التمثيل حتى نوفمبر 2002 Alan Osborne نوفمبر 2002 - أكتوبر 2003 [23] الدكتور ألان سيفتون أكتوبر 2003 - ديسمبر 2005 ليندا ويليامز ديسمبر 2005 - سبتمبر 2008 إيان بروسر سبتمبر 2008 - التاريخ